# Christian Sinding
Christian August Sinding (Kongsberg, 11 de janeiro de 1856 — Oslo, 3 de dezembro de 1941) foi um compositor norueguês e irmão do pintor Otto Sinding e do escultor Stephan Sinding.

## Biografia
Nascido em Kongsberg, estudou música inicialmente em Oslo antes de ir para a Alemanha, onde estudou no Conservatório de Leipzig sob a batuta de Salomon Jadassohn. Viveu na Alemanha durante boa parte de sua vida, sendo subsidiado pelo governo norueguês. Em 1920-1921 ele foi para os EUA a fim de ensinar composição por uma temporada na ESM em Rochester, Nova York. Em 1924 ele ganhou a casa governamental Grotten (que antes pertencia a Henrik Wergeland como condecoração. Morreu em 03 de dezembro de 1941.
Sinding tocava Violino, mas é lembrado pelo grande número de pequenas, líricas peças para Piano e Canções. Apesar de sua preferência pela grandiosidade orquestral e sinfônica, suas obras mais bem-sucedidas foram as de Piano e música de câmara. Após a estréia de sua primeira Sonata para Piano, um crítico reclamou do fato de ela ser "muito norueguesa". Sinding respondeu dizendo que a próxima seria ainda mais, o que não parece ter-se concretizado, visto o estilo ricamente contrapontístico da obra). Além do folclore norueguês, Sindind demonstra forte influência de Liszt e Wagner
A pequena popularidade de Sinding deve-se hoje, sobretudo, a uma de suas peças para Piano, Murmúrio de Primavera (composta em 1896). Dentre suas outras obras - raramente executadas nos dias de hoje, já que Grieg ofuscou Sinding - estão quatro Sinfonias, três Concertos para Violino, um Concerto para Piano, música de câmara e uma Ópera, Der Heilige Berg (A Montanha Sagrada, composta em 1914), além de várias peças curtas para Piano.
Em 1941, oito semanas antes de sua morte, Sinding aderiu ao partido nazista norueguês, Nasjonal Samling. Isso explica sua obscuridade na Noruega, já que a mídia fazia imensa propaganda anti-nazista e apoiava o boicote a seus simpatizantes. As circunstâncias ao lado disso eram no mínimo muito contraditórias; suspeita-se de que ele só se juntou ao partido porque o mesmo pagaria suas contas, pois Sinding tinha feito fortes críticas à ocupação, tinha defendido o direito de músicos judeus nos anos 1930, era grande amigo do herói de guerra Nordahl Grieg, e dos anos 1930 até sua morte, sofreu de demência. Os motivos para ele ter entrado no partido são óbvios.
Murmúrio de Primavera foi citada no musical The Music Man e também foi um dos temas principais da minissérie The Singing Detective. 100 anos antes, ela gozou de muita popularidade, juntamente com peças hoje esquecidas como Chant sans paroles de Pyotr Ilyich Tchaikovsky, Melodia em Fá de Anton Rubinstein, Polonaise em Mi Bemol Maior de Scharwenka, Menuetto em Sol de Paderewski e o 5º Noturno de Ignace Leybach; na época, todas estas eram facilmente encontradas em coletâneas de peças para Piano.